# Народна воља
Народна воља (рус. Наро́дная во́ля) је била револуционарна политичка организација из 19. века у Руској Империји која је спроводила циљана убиства владиних званичника у циљу промовисања реформи у држави. Организција је себе прогласила популистичким покретом који је наследио народнике. Чинили су је углавном млади револуционарни социјалистички интелектуалци који су веровали у ефикасност тероризма 

## Историја
Народна воља је настала у јесен 1879. поделом раније револуционарне организације зване Земља и воља. Заснована на тајном систему локалних, полунезависних ћелија која је координисао Извршни комитет, Народна воља је наставила да спроводи акте револуционарног насиља у покушају да изазове масовни устанак против царизма, што је кулминирало успешним убиством цара Александра II Романова у марту 1881, по чему је група највише упамћена.
Већи део филозофије организације је био испирисан Сергејем Нечајевим и заступником „пропаганде дела” Карла Пизаканеа. Народна воља је служила као инспирација и претходник другим револуционарним социјалистичким и анархистичким организацијама које су следиле, нарочито руској Социјалистичка револуционарна партији.
Народна воља никла је на традицијама и искуствима револуционарног покрета, који се у Русији развијао после ослобођења кметова 1861. године - руског јакобинизма и бланкизма, који су већином одржавали руски револуционари у изгнанству у Западној Европи (Александар Херцен, Петар Лавров, Михаил Бакуњин, Петар Ткачов, Петар Заичњевски, Сергеј Нечајев) преко својих часописа, који су у Русији растурани тајно, као забрањена литература. Била је то прва револуционарна организаација општеруског карактера. Само годину дана после настанка, имала је организације у свим већим градовима европског дела Русије. За разлику од дотадашњих независних тајних револуционарних група које су постојале у Русији од декабристичког устанка 1825, Народна воља имала је централизовано руководство, на челу са Извршним комитетом, који је управљао организацијама у унутрашњости, везама са иностранством и војном организацијом. Народна воља је напустила дотадашњу идеју народне револуције (коју револуционари треба само да подстакну) и оријентисала се на политичку борбу, на уништење руског самодржавља путем преврата који врши тајна револуционарна организација. У аутократској Русији, без слободе штампе, говора и окупљања, терор је био главно и једино доступно средство политичке борбе.

### Убиство цара Александра II
После низа атентата на представнике власти, политичких процеса, извршења смртних казни над револуционарима, терор се претворио у друштвену заразу. Након дугих и опсежних припрема, 1. марта 1881. године, извршен је и атентат на самог цара Александра II. На убиство цара, народ није одговорио устанком, како су револуционари очекивали. Извршни комитет упутио је писмо новом цару, Александру III, у коме је, за прелазак са револуционарног на миран политички рад, поставио два услова: амнестију свих политичких затвореника и слободне изборе за народно представништво које треба да одлучи о форми државног и друштвеног уређења. До одлука народног представништва, треба дозволити слободу штампе, слободу говора и окупљања, слободу изборних програма. Извршни комитет Народне воље упозорио је  Александра III да пред њим стоје два пута: реформа или револуција. Постојала је нада да ће Александар III кренути линијом уступака и да ће, пре свега, дати земљи устав и политичке слободе.
Међутим, после атентата на Александра II дошло је до реакције и нових репресалија. Од 26. до 29. марта 1881. одржано је суђење народовољцима оптуженим за убиство цара (Жељабов, Софија Перовскаја, Кибаљчич, Гељфман, Михајлов, Русаков), које је добило широк публицитет и изван Русије. Са оптуженичке клупе, народовољци су оптужили режим да је, забранивши мирну демократску пропаганду у народу, присилио руску интелигенцију на терор. Храбро држање народовољаца на суду и њихова погубљења (посебно Софије Перовске, пореклом из најстаријег племства, прве жене у Русији над којом је извршена смртна казна) подигла су углед револуционара у јавности, нарочито у иностранству. Међутим, реакција власти потпуно је разбила револуционарну организацију: 18 чланова Извршног комитета ухапшено је пре и после атентата, двоје је емигрирало, а последњи, Вера Фигнер, укапшена је издајом крајем 1883. и осуђена на смрт, која је преиначена у 20 година тамнице. Једна од последњих организација Народне воље, коју је предводио Лењинов брат Александар Уљанов, уништена је крајем 1886.

## Истакнути чланови
- Вера Засулич, прва руска атентаторка, 1878. ранила гувернера Петрограда.
- Софија Перовскаја, члан Извршног комитета, пореклом из најстаријег племства, прва жене у Русији над којом је извршена смртна казна.
- Вера Фигнер, члан Извршног комитета Народне воље, ухапшена 1883. и осуђена на смрт, провела у затвору двадесет година (1884-1904).
- Александар Уљанов, Лењинов старији брат, ухапшен 1886. и погубљен због припремања атентата на цара Александра III.